# Cégtábla
A magyar jog  szerint egy cégnek a székhelyét cégtáblával kell megjelölnie.
E törvényes kötelezettség indoka az, hogy a cég székhelyének azonosíthatónak kell lennie, mind a postai küldemények eljuttatása, mint revizori és más hatósági ellenőrzések lefolytatásának lehetővé tétele érdekében.
Ha legalább kétszer nem lehetséges a kézbesítés amiatt, mert a székhely nincs cégtáblával megjelölve, a hatóságok eljárást kezdeményezhetnek a cég felszámolása iránt.
Hasonló, a cég (üzlet) vizuális azonosítására szolgál a többnyire háromdimenziós a cégér, amelynek használata nem kötelező.

## Története
A cégtáblákat már az ókori Rómában alkalmazták: helyenként domborműves cégtáblákat akasztottak ki az eladók.

## Mérete, kialakítása
A túlzott méretű cégtábla reklámeszköznek minősülhet.